# Claus Tieber
Claus Tieber (* 25. Jänner 1966 in Hall in Tirol) ist ein österreichischer Filmwissenschaftler und Publizist.

## Leben
Tieber wurde 1966 als Sohn des nachmaligen SPÖ-Nationalratsabgeordneten Herbert Tieber (1942–1990) geboren und war später selbst im VSStÖ aktiv. Er studierte Theaterwissenschaft, Philosophie, Politikwissenschaft und Publizistik an der Universität Wien. Seine Diplomarbeit handelte vom Filmgenre Western. Danach war er als Print- und Onlinejournalist sowie als freier Redakteur (1999–2004) in der Abteilung Fernsehfilm des Österreichischen Rundfunks (ORF) tätig. 2000 wurde er am Institut für Theaterwissenschaft der Universität Wien mit der Dissertation Verbrechen als Geschäft: Eine Geschichte des amerikanischen Gangsterfilms zum Dr. phil. promoviert.
Er wurde externer Lektor am Institut für Theater-, Film- und Medienwissenschaft der Universität Wien, von 2005 bis 2008 leitete er das Projekt „Theorie des Drehbuchs – Praxis der Autoren“, 2008 habilitierte er sich an der philologisch-kulturwissenschaftlichen Fakultät – gefördert durch den Fonds zur Förderung der wissenschaftlichen Forschung (FWF) – mit der durch Hilde Haider-Pregler und Brigitte Dalinger angeregten bzw. begleiteten Arbeit Schreiben für Hollywood. Das Drehbuch im Studiosystem und erhielt die Venia docendis für Filmwissenschaft. Tieber forschte u. a. in New York, Los Angeles, Austin und London; Lehraufträge hatte er u. a. an den Universitäten in Wien, Kiel und Salamanca inne. Sodann wurde er Forschungsassistent / Post-Doc an der Abteilung für Musik- und Tanzwissenschaft der Universität Salzburg, wo er von 2010 bis 2013 das Projekt „Musik und Ton in Wiener Kinos 1896–1930“ leitete. Seit 2015 ist er Projektleiter von „Der österreichische Musikfilm 1912–1933“, gefördert durch den FWF.
Er ist Mitglied der Gesellschaft für Medienwissenschaft (GfM) und der Kieler Gesellschaft für Filmmusikforschung, Mitherausgeber der Kieler Beiträge zur Filmmusikforschung und der Reihe Filmwissenschaft (Lit Verlag) sowie Autor von Beiträgen u. a. zum Stummfilm, zum indischen Kino und zur Filmmusik und Rezensent des Historical Journal of Film, Radio and Television. Darüber hinaus veröffentlichte er etwa zur österreichischen Bildungspolitik und gab eine Auswahl von Werken seines Vaters mit heraus.
Von 2010 bis 2012 war er Präsident der IG Externe LektorInnen und freie WissenschaftlerInnen. 2015 war er Senatsmitglied des (symbolischen) Internationalen Menschenrechts-Tribunals in Wien. Seit 2014 ist er Vorsitzender des Screenwriting Research Networks (SRN), seit 2015 Mitglied des Betriebsrats für das Wissenschaftliche Universitätspersonal der Universität Wien und seit 2016 Mitglied des Senats der Universität Wien.
Neben seiner wissenschaftlichen Tätigkeit trat er – gemeinsam mit dem Kabarettisten Richard Weihs und einmal mit dem Publizisten Wolfgang Purtscheller – in Kabarettprogrammen auf. Zu den Kleinbühnenstücken gehörten: Die Kameraden: Verfemte Barden (1996), Erstes Wirkliches Wiener Wandertheater: Hund und Wurst (1998), Unter'm Gürtel – Wien, wie es leibt und liebt (1999), Wiener Wut – Heftige Ausbrüche und kräftige Ausdrücke (2001), Mischkulanz – Eine wilde Wiener Mischung (2003), Wien tödlich – Eine stets stilvolle städtische Sterbebegleitung (2006) und Alterserscheinungen – Eine fatalistische Bestandsaufnahme (2009).
Tieber ist verheiratet und Vater von zwei Kindern.

## Rezeption
Das 1996 im Picus Verlag erschienene und ausgezeichnete Werk Die Letzten von gestern. Die Rechten und die Kunst wurde durch den Politologen Michael Hein überaus positiv rezensiert. Die konfrontative Aufladung zum „Kulturkampf“ von rechts sei durch Tieber „umfassend und äußerst anschaulich“ belegt worden. In seinem „differenzierten“ Beitrag arbeitete der Autor ein „nationalistische[s], toleranzfeindliche[s] und regressive[s]“ Kulturverständnis des Spektrums heraus, das alles andere als „kunstfeindlich“ sei.

## Auszeichnungen
- 1996: Bruno-Kreisky-Preis für das politische Buch (Anerkennungspreis) für Die Letzten von gestern

## Schriften (Auswahl)
- mit Heinz Kommenda, Albrecht K. Konecny (Hrsg.): Die Realität der Utopie. Eine Auswahl aus dem Werk Herbert Tiebers. Löcker, Wien 1991, ISBN 3-85409-185-0.
- Die Letzten von gestern. Die Rechten und die Kunst. Mit einem Vorwort von Franz Primetzhofer, Picus-Verlag, Wien 1996, ISBN 3-85452-298-3.
- mit Richard Weihs: Österreich in Zahlen. Was wir essen, wie viel wir trinken, wie wir lieben und vieles mehr… (= Perlen-Reihe. Band 812). Perlen-Reihe, Wien u. a. 2000, ISBN 3-85223-446-8.
- Passages to Bollywood. Einführung in den Hindi-Film (= Filmwissenschaft. Band 1). Lit, Wien u. a. 2007, ISBN 978-3-8258-9827-4.
- Schreiben für Hollywood. Das Drehbuch im Studiosystem (= Filmwissenschaft. Band 4). Mit einem Vorwort von Heinrich Mis, Lit, Wien u. a. 2008, ISBN 978-3-8258-1166-2.
- (Hrsg.): Fokus Bollywood. Das indische Kino in wissenschaftlichen Diskursen (= Filmwissenschaft. Band 5). Lit, Wien u. a. 2009, ISBN 978-3-8258-1355-0.
- mit Johanna Muckenhuber, Thomas Schmidinger (Hrsg.): Die Kunst der Lehre. Hochschuldidaktik in Diskussion (= Didaktik. Band 11). Lit, Wien u. a. 2010, ISBN 978-3-643-50185-1.
- Stummfilmdramaturgie. Erzählweisen des amerikanischen Feature Films 1917–1927 (= Filmwissenschaft. Band 10). Lit, Wien u. a. 2011, ISBN 978-3-643-50186-8.
- mit Willem Strank (Hrsg.): Jazz im Film. Beiträge zu Geschichte und Theorie eines intermedialen Phänomens (= Filmwissenschaft. Band 16). Lit, Wien u. a. 2014, ISBN 978-3-643-50614-6.
- mit Anna K. Windisch (Hrsg.): The Sounds of Silent Films. New Perspectives on History, Theory and Practice (= Palgrave Studies in Audio-Visual Culture). Palgrave Macmillan, Basingstoke u. a. 2014, ISBN 978-1-137-41071-9.